# Richard Cragun
Richard Alan Cragun (Sacramento, 5 ottobre 1944 – Rio de Janeiro, 6 agosto 2012) è stato un ballerino statunitense.

## Biografia
Cominciò a studiare danza all'età di cinque anni, per poi perfezzionarsi alla Banff School of Fine Arts, dove il suo talento fu notato dal ballerino Alexander Grant, che lo incoraggiò a fare l'audizione per la Royal Ballet School di Londra. Dopo un anno alla scuola del Royal Ballet all'età di diciassette anni si perfezionò ulteriormente sotto la supervisione di Vera Volkova a Copenaghen. Nel 1962 la Volkova raccomandò Cragun a John Cranko, direttore artistico del Balletto di Stoccarda, che lo assunse appena diciottenne come ballerini di fila. Nel 1965 fu promosso a ballerino principale e cominciò un proficuo sodalizio umano e professionale con la ballerina Marcia Haydée, con cui ottenne grandi successi in Germania danzando i ruoli principali ne Il lago dei cigni, Onegin e La bisbetica domata; i due danzarono insieme per oltre trent'anni, fino al ritiro di Cragun dalle scene nel 1996.
Cragun rimase con la compagnia di Stoccarda per tutta la sua carriera, ma ottenne fama internazionale grazie alle frequenti tournée della compagnia, che lo portarono ad esibirsi in Danimarca, Belgio, Paesi Bassi, Regno Unito, Svezia, Italia, Canada, Stati Uniti e Giappone. Nei suoi ultimi anni a Stoccarda Cragun divenne anche maestro di balletto, formando le nuove leve della compagnia. Dopo il suo ritiro nel 1996 divenne direttore del balletto del Deutsche Oper Berlin di Berlino per tre anni, prima di trasferirsi in Brasile nel 1999. Qui fondò una scuola di ballo, la DeAnima Ballet Contemporáneo, per formare giovani talenti dalle favelas di Rio de Janeiro, oltre a diventare direttore del balletto al Teatro Municipal.

### Vita privata
Richard Cragun ebbe una relazione con Marcia Haydée durata sedici anni e termina quando il ballerino realizzò di essere omosessuale. Successivamente ebbe una lunga relazione con Roberto de Oliveira dal 1998 alla sua morte, avvenuta nel 2012. Malato da tempo di AIDS, Cragun morì per un attacco di cuore all'età di sessantasette anni.